# أميليا فيغا
واسمها أميليا فيغا هورفورد (بالإنجليزية: Amelia Vega Horford)‏ وهي موسيقية و مغنية و عارضة أزياء وملكة جمال دومينيكانية، ولدت في 7 نوفمبر 1984 في مدينة سانتو دومينغو عاصمة جمهورية الدومينيكان، وهي الفائزة بلقب ملكة جمال الكون لسنة 2003 وألتي أقيمت منافاساتها في بنما، وهي تعتبر أول دومينيكانية تفوز بهذا اللقب، وهي تعتبر ثاني اصغر فتاة منذ 1994، تفوز بهذا حيث كان يبلغ عمرها 18. ويبلغ طولها 185 سم.
اسم والد فيغا هو أوتو فيغا وحاليا هو رجل أعمال في نيويورك وأما والدتها هي باتريسيا بولكانو ألفاريز وهي مغنية في بورتوريكو.

## روابط خارجية
- أميليا فيغا على موقع IMDb (الإنجليزية)
- أميليا فيغا على موقع قاعدة بيانات الفيلم (الإنجليزية)
- أميليا فيغا على موقع دليل عارضات الأزياء (الإنجليزية)